# ストレプトグリシンA
ストレプトグリシンA(Streptogrisin A、EC 3.4.21.80)は、以下の化学反応を触媒する酵素である。
キモトリプシンと類似した特異性で、タンパク質を加水分解する。
この酵素は、Streptomyces griseusから単離された。